# Liste der Brücken über den Alpenrhein
Die Liste der Brücken über den Alpenrhein enthält die Brücken des Alpenrheins vom Zusammenfluss von Vorderrhein und Hinterrhein bei Reichenau bis zur Mündung in das Rheindelta des Bodensees.

## Brückenliste
39 Brücken überspannen den Alpenrhein: 29 Strassenbrücken, fünf Fussgänger- und Velobrücken, drei Eisenbahnbrücken und zwei Rohrträgerbrücken.

### Churer Rheintal
18 Übergänge überspannen den Fluss von Reichenau bis Fläsch.
| Bild | Name                                     | Ort                   | Lage | Funktion                                                                           | Konstruktion        | Material    | Länge in m | Höhe m ü. M. | Bemerkungen |
| ---- | ---------------------------------------- | --------------------- | ---- | ---------------------------------------------------------------------------------- | ------------------- | ----------- | ---------- | ------------ | --- |
|      | Emserbrücke (Reichenauerstrasse)         | Reichenau – Domat/Ems |      | Strassenbrücke (einspurig) mit Trottoirs                                           | Fachwerkbrücke      | Stahl       | 73         | 598          | Schützenswerte eiserne Fachwerkbrücke, gebaut 1881, saniert 1980 und 2014, ersetzte gedeckte Holzbrücken von 1814 und 1757. Vortritt vor dem Gegenverkehr (Fahrtrichtung Domat/Ems) Dem Gegenverkehr Vortritt lassen (Fahrtrichtung Reichenau) Mindestabstand für Lastwagen und Busse: 100 m Höchstgeschwindigkeit 50 km/h Höchstgewicht 7 t Mountainbike-Route 261 Rhäzünser Rheinauen (Rhäzüns–Rhäzüns) und Route 482 Kunkels Bike (Bad Ragaz–Tamins) Veloland-Route 2 Rhein-Route (Etappe 2 Disentis–Chur) Wanderweg |
|      | Rheinbrücke Tamins (Reichenaubrücke)     | Tamins – Domat/Ems    |      | Strassenbrücke (zweispurig) mit Trottoirs                                          | Bogenbrücke         | Beton       | 158        | 612          | Gebaut 1962, eröffnet 1963. Verbot für Anhänger: Bei schneebedeckter Fahrbahn (ausgenommen 4x4 Fahrzeuge) Höchstgeschwindigkeit 80 km/h Höchstgewicht 40 t Chur Bus-Buslinie 1 (Chur–Rhäzüns) PostAuto-Buslinien 81 (Chur-Laax) und 83 (Tamins-Felsberg) |
|      | Erdgas-Rohrträgerbrücke                  | Tamins – Domat/Ems    |      | Rohrleitungsbrücke                                                                 | Balkenbrücke        | Stahl       | 130        | 598          | Hochdruck-Transportnetz der Erdgas Ostschweiz |
|      | Kraftwerk Reichenau-Wehrbrücke           | Tamins – Domat/Ems    |      | Werkbrücke (einspurig) mit Trottoirs                                               | Laufwasserkraftwerk | Beton       | 110        | 584          | Das Kraftwerk Reichenau, gebaut 1959–1962, ist bis zum Bodensee die einzige Staustufe des Rheins. Wanderland-Route 43 Jakobsweg Graubünden (Etappe 12 Chur–Tamins) Während des Zweiten Weltkriegs wurde an der Brücke von der Schweizer Armee ein Sprengobjekt angebracht. Die hydrometrische Messstation Rhein - Domat/Ems (2602) vom Bundesamt für Umwelt (BAFU) befindet sich 2 km flussabwärts auf der rechten Flussseite. |
|      | Felsberger-Brücke                        | Felsberg – Domat/Ems  |      | Strassenbrücke (zweispurig) mit Trottoir 724.02                                    | Balkenbrücke        | Beton       | 220        | 591          | Gebaut Ende 1970er Jahre, ersetzte dreifeldrige Eisenbetonbrücke von 1935 und gedeckte Holzbrücke von 1864. Höchstgeschwindigkeit 80 km/h Chur Bus-Buslinie 1 (Chur–Rhäzüns) und PostAuto-Buslinie 83 (Tamins-Felsberg) Veloland-Route 2 Rhein-Route (Etappe 2 Disentis–Chur) Wanderland-Route 85 Senda Sursilvana (Etappe 5 Laax–Chur) Die Brücke überquert auch die A13-Autobahn und Bahngeleise. |
|      | Waffenplatzstrasse-Brücke                | Felsberg – Chur       |      | Strassenbrücke (zweispurig)                                                        | Balkenbrücke        | Beton       | 87         | 556          | Brücke befindet sich beim Waffenplatz Chur im Rossboden. Wanderweg |
|      | Mabey Delta-Brücke                       | Felsberg – Chur       |      | Strassenbrücke (einspurig)                                                         | Fachwerkbrücke      | Stahl       | 90         | 556          | Pfeilerlose Fachwerkbrücke, gebaut 2015, geeignet für schwere Militärfahrzeuge, ersetzte «Mabey Delta Bridge» 100 m flussabwärts. Allgemeines Fahrverbot: Ausgenommen Militär Verbot für Fussgänger: Schiessgefahr, Durchgang verboten Verbot für Tiere (Pferd) |
|      | Pardislabrücke                           | Haldenstein – Chur    |      | Fussgänger- und Velobrücke                                                         | Hängebrücke         | Stahl       | 91         | 550          | Gebaut 2017 Verbot für Tiere (Pferd): Ausgenommen an der Hand geführte Reitpferde Höchstgewicht 3,5 t Metallpoller dienen als Durchfahrtssperre Veloland-Route 2 Rhein-Route (Etappe 3 Chur–Buchs (SG)) und Route 501 Churer Rheinroute (Chur–Trimmis-Landquart-Haldenstein–Chur) Wohlfühl-Parcours des Panathlon-Club Chur |
|      | Rheinbrücke Haldenstein (Bahnhofstrasse) | Haldenstein – Chur    |      | Strassenbrücke (zweispurig) mit Trottoirs 722.03                                   | Balkenbrücke        | Beton       | 100        | 545          | Gebaut 1970er Jahre, ersetzte gedeckte Holzbrücke von 1873. Höchstgeschwindigkeit 50 km/h Chur Bus-Buslinie 3 (Chur–Untervaz) Veloland-Route 2 Rhein-Route (Etappe 3 Chur–Buchs (SG)) und Route 501 Churer Rheinroute (Chur–Trimmis-Landquart-Haldenstein–Chur) Wanderweg |
|      | Rheinsteg Untervaz                       | Untervaz – Trimmis    |      | Fussgänger- und Velobrücke                                                         | Balkenbrücke        | Stahl       | 78         | 532          | Gebaut 2020, stützt sich an den Pfeilern der Rheinbrücke Untervaz. Gemeinsamer Rad- und Fussweg Verbot für Tiere (Pferd): An der Hand geführte Pferde zugelassen Mountainbike-Route 90 Graubünden Bike (Etappe 3 Untervaz–Küblis) Wanderweg Flussaufwärts des Stegs befindet sich das national geschützte Auengebiet Trimmiser Rodauen. |
|      | Rheinbrücke Untervaz                     | Untervaz – Trimmis    |      | Strassenbrücke (zweispurig) mit Eisenbahngleis und schmalem Trottoir 722.09        | Balkenbrücke        | Beton       | 137        | 536          | Ersetzte gedeckte Holzbrücke von 1870 Anschlussgleis der Bahnstrecke Chur–Rorschach zum Holcim-Zementwerk Untervaz Chur Bus-Buslinie 3 (Chur–Untervaz) Flussabwärts der Brücke befindet sich das national geschützte Auengebiet Zizers – Mastrils. Flussabwärts auf der rechten Flussseite befindet sich das national geschützte Amphibienlaichgebiet Zizerser Gumpen. |
|      | Unbenannte Brücke                        | Untervaz – Zizers     |      | Fussgängerbrücke mit Rohrleitung an der Brückenseite                               | Balkenbrücke        | Beton       | 120        | 525          | |
|      | Tardisbrücke                             | Mastrils – Maienfeld  |      | Strassenbrücke (zweispurig) mit Trottoir                                           | Bogenbrücke         | Beton Stahl | 103        | 511          | Gebaut 2004, ersetzte eiserne Fachwerkbrücke von 1892 und hölzerne Jochbrücke von 1529. PostAuto-Buslinie 21 (Landquart-Mastrils) |
|      | Rheinbrücke Maienfeld                    | Bad Ragaz – Maienfeld |      | Strassenbrücke (zweispurig) mit Trottoir 449                                       | Balkenbrücke        | Beton       | 123        | 500          | Gebaut 1885 Höchstgeschwindigkeit 80 km/h Wanderweg Interkantonale Brücke (Kantonsgrenze St. Gallen – Graubünden) Flussaufwärts auf der linken Flussseite befindet sich das national geschützte Auengebiet Sarelli – Rosenbergli. 1 km flussaufwärts auf der rechten Flussseite befindet sich das national geschützte Amphibienlaichgebiet Länder. |
|      | Eisenbahnbrücke Bad Ragaz                | Bad Ragaz – Maienfeld |      | Eisenbahnbrücke (zweigleisig) mit angehängtem Fuss- und Veloweg (Fläscherweg)      | Hohlkastenbrücke    | Beton       | 144        | 496          | Dreifeldrige Hohlkastenbrücke, gebaut 1992–1994, ersetzte Stahlbrücke von 1928 und gedeckte Holzbrücke von 1857. Höchstgeschwindigkeit 130 km/h Bahnstrecke Chur–Rorschach (Rheintallinie) Mountainbike-Route 25 Heidiland Bike (Etappe 2 Walenstadt–Sargans) und Route 48 Rheintal Bike (Etappe 2 Triesenberg (FL)–Bad Ragaz) Skatingland-Route 1 Rhein Skate (Etappe 3 Landquart–Buchs (SG)) und Route 53 Heidiland Skate (Landquart–Mühlehorn) Veloland-Route 21 Prättigauer Route (Klosters–Sargans) Wanderweg Interkantonale Brücke (Kantonsgrenze St. Gallen – Graubünden) |
|      | Rohrträgerbrücke                         | Bad Ragaz – Fläsch    |      | Rohrleitungsbrücke mit Fussgängersteg                                              | Balkenbrücke        | Beton       | 160        | 495          | Privater Übergang mit abschliessbaren Metallschranken Interkantonale Brücke (Kantonsgrenze St. Gallen – Graubünden) |
|      | Rheinbrücke Bad Ragaz (A13-Autobahn)     | Bad Ragaz – Fläsch    |      | Autobahnbrücke (vierspurig) mit Pannenstreifen und Wildtierübergang                | Hohlkastenbrücke    | Beton       | 260        | 494          | Die südliche Brücke wurde 1961/62 erstellt. Die nördliche Brücke wurde 1971/72 gebaut. Beide Bauwerke wurden 1989–1991 saniert. 2020 wurde die Brücke wildtierspezifisch mit einem Wildübergang aufgewertet. Höchstgeschwindigkeit 120 km/h Interkantonale Brücke (Kantonsgrenze St. Gallen – Graubünden) |
|      | Rheinbrücke Fläsch (Fläscher-Brücke)     | Bad Ragaz – Fläsch    |      | Strassenbrücke (einspurig) mit Trottoir und Rohrleitung an der Brückenseite 414.04 | Balkenbrücke        | Beton       | 122        | 497          | Pfeilersanierung 2018–2020 Vortritt vor dem Gegenverkehr (Fahrtrichtung Bad Ragaz) Dem Gegenverkehr Vortritt lassen (Fahrtrichtung Fläsch) Mindestabstand für Lastwagen und Busse: 100 m Höchstgeschwindigkeit 80 km/h PostAuto-Buslinie 22 (Landquart-Bad Ragaz) Mountainbike-Route 25 Heidiland Bike (Etappe 2 Walenstadt–Sargans) Veloland-Route 2 Rhein-Route (Etappe 3 Chur–Buchs (SG)) Wanderweg Interkantonale Brücke (Kantonsgrenze St. Gallen – Graubünden) 500 m flussaufwärts auf der rechten Flussseite befindet sich das national geschützte Amphibienlaichgebiet Tola. 1,5 km flussabwärts auf der rechten Flussseite befindet sich das national geschützte Amphibienlaichgebiet Ellwald. |

### OberesSt. Galler Rheintal/Fürstentum Liechtenstein
10 Brücken überspannen den Fluss an der Grenze zwischen Liechtenstein und der Schweiz.
| Bild | Name                                                   | Ort                | Lage | Funktion | Konstruktion     | Material | Länge in m | Höhe m ü. M. | Bemerkungen |
| ---- | ------------------------------------------------------ | ------------------ | ---- | --- | ---------------- | -------- | ---------- | ------------ | --- |
|      | Rheinbrücke Trübbach–Mäls                              | Trübbach – Mäls    |      | Strassenbrücke (einspurig) mit Rohrleitung unterhalb der Fahrbahn                                                           | Balkenbrücke     | Beton    | 121        | 474          | Gebaut 1975, ersetzte gedeckte Holzbrücke von 1871, die 1972 durch Brandstiftung niederbrannte. Verbot für Motorwagen und Motorräder: Ausgenommen landwirtschaftlicher Verkehr ohne Anhänger Metallpoller dient als Durchfahrtssperre Rohrleitung der Erdgas Ostschweiz Veloland-Route 35 Liechtensteiner Rheintalroute (Sargans–Altstätten) und Route 555 Fünf-Schlössertour (Buchs–Sargans–Vaduz–Buchs) Wanderweg                                                                      |
|      | Rheinbrücke Trübbach–Balzers                           | Trübbach – Balzers |      | Strassenbrücke (zweispurig) mit Trottoirs 433.2                                                                             | Hohlkastenbrücke | Beton    | 132        | 474          | Gebaut 1968 Höchstgeschwindigkeit 60 km/h LIEmobil-Buslinien 11 (Sargans–Feldkirch), 12E (Sargans–Vaduz) und 13 (Trübbach–Schaanwald) |
|      | Rheinbrücke Sevelen–Vaduz (Sri Chinmoy-Friedensbrücke) | Sevelen – Vaduz    |      | Strassenbrücke (dreispurig) mit Trottoirs und Solarmodulen an der südlichen Brückenseite 433.1                              | Balkenbrücke     | Beton    | 169        | 468          | Gebaut 1972/73, wurde 1991 als erste Brücke dem Weltfrieden gewidmet. Höchstgeschwindigkeit 60 km/h LIEmobil-Buslinie 24 (Sevelen–Vaduz) Die Solaranlage bei der Brücke ist seit 2003 in Betrieb. |
|      | Alte Rheinbrücke Sevelen–Vaduz                         | Sevelen – Vaduz    |      | Strassenbrücke (ehemalig), dient seit der Eröffnung 1973 einer 200 m flussaufwärts stehenden Betonbrücke dem Langsamverkehr | Gedeckte Brücke  | Holz     | 135        | 456          | Denkmalgeschützte gedeckte Holzbrücke, gebaut 1901, umfassend saniert 2009/10, ersetzte Holzbrücke von 1871. Verbot für Motorwagen und Motorräder Rauchen verboten Wanderland-Route 1 Via Alpina (Etappe 1 Vaduz (Gaflei, FL)–Sargans) |
|      | Langsamverkehrsbrücke Buchs–Vaduz                      | Buchs – Vaduz      |      | Fussgänger- und Velobrücke                                                                                                  | Balkenbrücke     | Beton    | 152        | 453          | Dreifeldrige Brücke, gebaut 2018/19 Verbot für Motorwagen und Motorräder Verbot für Tiere (Pferd) Hinweistafel «Kein Winterdienst: Betreten auf eigene Verantwortung» |
|      | Eisenbahnbrücke Buchs–Schaan                           | Buchs – Schaan     |      | Eisenbahnbrücke (eingleisig)                                                                                                | Fachwerkbrücke   | Stahl    | 176        | 449          | Stahlfachwerkbrücke, gebaut 1934/35, ersetzte provisorische Notbrücke von 1927 und Gitterkonstruktion von 1872. Höchstgeschwindigkeit 90 km/h ÖBB-Bahnstrecke Feldkirch–Buchs |
|      | Rheinbrücke Buchs–Schaan                               | Buchs – Schaan     |      | Strassenbrücke (vierspurig) mit Velostreifen und Trottoirs                                                                  | Balkenbrücke     | Beton    | 148        | 447          | Gebaut 1975–1977, saniert 2019/20, ersetzte Eisenbrücke von 1929, die 1970 einstürzte, und gedeckte Holzbrücke von 1868. Höchstgeschwindigkeit 60 km/h LIEmobil-Buslinie 12 (Buchs–Schaan) Wanderweg |
|      | VfA-Energiebrücke                                      | Buchs – Schaan     |      | Rohrleitungsbrücke Fussgänger- und Velobrücke                                                                               | Hängebrücke      | Stahl    | 132        | 446          | Gebaut 2008, eröffnet 2009. Ausserhalb des Geländers sind die Rohre für Dampf und Kondensat angeordnet. Über die Fernwärme-Transportleitung liefert der Verein für Abfallentsorgung (VfA) Buchs CO2-neutrale Energie ins Fürstentum Liechtenstein. Verbot für Motorwagen und Motorräder Verbot für Tiere (Pferd) Kein Winterdienst: Betreten auf eigene Verantwortung Metallpoller dienen als Durchfahrtssperre Veloland-Route 555 Fünf-Schlössertour (Buchs–Sargans–Vaduz–Buchs)        |
|      | Rheinbrücke Haag–Bendern                               | Haag – Bendern     |      | Strassenbrücke (zweispurig) mit Velostreifen, Trottoirs und Solarmodulen an der südlichen Brückenseite 433                  | Balkenbrücke     | Beton    | 460        | 439          | Gebaut 1963/64, saniert 2017. Eine rund 100 m flussabwärts gelegene gedeckte Holzbrücke von 1896 ist 1974 durch Brandstiftung zerstört worden. Höchstgeschwindigkeit 60 km/h BOS-Buslinie 411 (Sennwald–Bendern) Wanderweg Die 140 m lange Solaranlage bei der Brücke ist seit 2000 in Betrieb. 1 km flussaufwärts auf der linken Flussseite befinden sich die national geschützten Amphibienlaichgebiet Wiesenfurt und Retentionsbecken Ceres Rhein-Au.                                 |
|      | Rheinbrücke Sennwald–Ruggell                           | Sennwald – Ruggell |      | Strassenbrücke (zweispurig) mit Trottoirs 434.1                                                                             | Balkenbrücke     | Beton    | 178        | 432          | Gebaut 1965/66, ersetzte gedeckte Holzbrücke von 1929, die 1963 durch einen Brand zerstört wurde. Mindestabstand für Lastwagen und Busse: 50 m Höchstgeschwindigkeit 80 km/h (Fahrtrichtung Ruggell) Höchstgeschwindigkeit 60 km/h (Fahrtrichtung Sennwald) LIEmobil-Buslinie 37 (Sennwald–Nendeln) Mountainbike-Route 48 Rheintal Bike (Etappe 1 Sennwald–Triesenberg (FL)) Wanderweg Westlich des Werdenberger Binnenkanals befindet sich das Smaragd-Gebiet Galgenmaad-Schribersmaad. |

### Unteres St. Galler Rheintal /Vorarlberg,Österreich
9 Brücken überspannen den Fluss von Lienz bis Au.
| Bild | Name                                | Ort                       | Lage | Funktion                                                   | Konstruktion     | Material    | Länge in m | Höhe m ü. M. | Bemerkungen |
| ---- | ----------------------------------- | ------------------------- | ---- | ---------------------------------------------------------- | ---------------- | ----------- | ---------- | ------------ | --- |
|      | Rheinbrücke Lienz–Bangs             | Lienz – Bangs             |      | Strassenbrücke (zweispurig) mit Trottoir                   | Balkenbrücke     | Beton       | 175        | 427          | Eröffnet 1967, ersetzte gedeckte Holzbrücke von 1909, die 1965 von einem Föhnsturm weggerissen wurde. Grenzübergang (Grenze zwischen Österreich und der Schweiz) Höchstgeschwindigkeit 80 km/h Höchstgewicht 12 t Wanderweg |
|      | Rheinbrücke Oberriet–Meiningen      | Oberriet – Meiningen      |      | Strassenbrücke (zweispurig) mit Trottoirs                  | Balkenbrücke     | Beton Stahl | 257        | 419          | Gebaut 1961–1963, verstärkt 1996, ersetzte gedeckte Holzbrücke von 1872. Grenzübergang (Grenze zwischen Österreich und der Schweiz) Höchstgeschwindigkeit 80 km/h (Fahrtrichtung Meiningen) Höchstgeschwindigkeit 50 km/h (Fahrtrichtung Oberriet) Veloland-Route 35 Liechtensteiner Rheintalroute (Sargans–Altstätten) Wanderland-Route 44 Appenzeller Weg (Etappe 1 Rankweil (A)–Appenzell) Die hydrometrische Messstation Rhein - Oberriet, Blatten (2041) vom Bundesamt für Umwelt (BAFU) befindet sich flussabwärts auf der linken Flussseite. |
|      | Rheinbrücke Montlingen–Koblach      | Montlingen – Koblach      |      | Strassenbrücke (zweispurig) mit Trottoir                   | Balkenbrücke     | Beton Stahl | 262        | 415          | Gebaut 1965–1967, ersetzte gedeckte Holzbrücke von 1876. Grenzübergang (Grenze zwischen Österreich und der Schweiz) Höchstgeschwindigkeit 100 km/h (Österreich) Höchstgeschwindigkeit 80 km/h (Schweiz) Höchstgewicht 16 t Wanderweg |
|      | IRR-Dienstbahnrücke                 | Kriessern – Mäder         |      | Eisenbahnbrücke (ehemalig)                                 | Fachwerkbrücke   | Stahl Beton | 100        | 412          | Eingleisige Dienstbahn der Internationalen Rheinregulierung-Brücke, gebaut 1947/48, nach Teileinsturz wieder aufgebaut 1951, teildemontiert 2012, komplett abgebrochen 2020. Brücke diente vorwiegend zum Materialtransport vom Steinbruch Koblach zu den Vorstreckungsdämmen im Bodensee. Teile des Streckennetzes der Dienstbahn werden heute als touristische Museumsbahn befahren. Grenze zwischen Österreich und der Schweiz |
|      | Rheinbrücke Kriessern–Mäder         | Kriessern – Mäder         |      | Strassenbrücke (zweispurig) mit Trottoir                   | Balkenbrücke     | Beton       | 345        | 411          | Gebaut 1979, saniert 2019/20, ersetzte gedeckte Holzbrücke von 1876. Grenzübergang (Grenze zwischen Österreich und der Schweiz) Höchstgeschwindigkeit 50 km/h Wanderweg |
|      | Rietbrücke                          | Diepoldsau                |      | Strassenbrücke (einspurig)                                 | Fachwerkbrücke   | Stahl       | 258        | 407          | Gebaut 1912–1914 Vortritt vor dem Gegenverkehr (Fahrtrichtung Balgach) Dem Gegenverkehr Vortritt lassen (Fahrtrichtung Diepoldsau) Höchstgewicht 16 t Wanderweg Die hydrometrische Messstation Rhein - Diepoldsau, Rietbrücke (2473) vom Bundesamt für Umwelt (BAFU) befindet sich flussaufwärts auf der linken Flussseite. |
|      | Rheinbrücke Diepoldsau (Trambrücke) | Diepoldsau                |      | Strassenbrücke (zweispurig) mit Trottoirs 445              | Schrägseilbrücke | Beton       | 250        | 406          | Gebaut 1983–1985, saniert 2016/17, ersetzte Stahlfachwerkbrücke von 1913. Höchstgeschwindigkeit 60 km/h BOS-Buslinie 303 (Hohenems–Heerbrugg) Wanderweg |
|      | Wiesenrainbrücke («Habsburgbrücke») | Widnau – Lustenau         |      | Strassenbrücke (zweispurig) mit Trottoir und IRR-Bahngleis | Fachwerkbrücke   | Stahl       | 260        | 404          | Gebaut 1914, ersetzte eine gedeckte Holzbrücke von 1875. Renoviert 2022. Das Bauwerk ist in Österreich denkmalgeschützt. Grenzübergang (Grenze zwischen Österreich und der Schweiz) Höchstgeschwindigkeit 50 km/h Höchstgewicht 3,5 t: Linienbusse bis 12 t und Landwirtschaftsfahrzeuge bis 7 t gestattet BOS-Buslinie 351 (Dornbirn–Heerbrugg) Das Bahngleis wird heute nur noch von der Museumsbahn benutzt. |
|      | Langsamverkehrsbrücke Au‑Lustenau   | Au – Lustenau             |      | Fussgänger- und Velobrücke (geplant)                       | Hohlkastenbrücke | Stahl Beton | 282        | 402          | Bau geplant für 2025/26 An derselben Stelle war die gedeckte Holzbrücke Oberfahr von 1878 bis zum Bau der neuen Rheinbrücke 1957 eine wichtige und direkte Verbindung vom Lustenauer Zentrum in die Schweiz. Grenze zwischen Österreich und der Schweiz |
|      | Rheinbrücke Au‑Lustenau             | Au – Lustenau             |      | Strassenbrücke (zweispurig) mit Trottoirs 435              | Balkenbrücke     | Beton       | 318        | 401          | Eröffnet 1957, ersetzte Holzbrücke von 1867, Neubau geplant. Grenzübergang (Grenze zwischen Österreich und der Schweiz) Höchstgeschwindigkeit 80 km/h (Schweiz) Höchstgeschwindigkeit 100 km/h (Österreich) Wanderweg |
|      | ÖBB-Rheinbrücke Lustenau            | St. Margrethen – Lustenau |      | Eisenbahnbrücke (eingleisig)                               | Bogenbrücke      | Beton       | 277        | 399          | Gebaut 2010–2013, ersetzte Eisenfachwerkbrücke von 1873. Höchstgeschwindigkeit 90 km/h Bahnstrecke St. Margrethen–Lauterach Grenze zwischen Österreich und der Schweiz |

### Vorarlberg,Österreich
2 Brücken überspannen den Fluss im Fußacher Durchstich.
| Bild                                                           | Name                                       | Ort               | Lage | Funktion                                                                              | Konstruktion                         | Material    | Länge in m | Höhe m ü. M. | Bemerkungen |
| -------------------------------------------------------------- | ------------------------------------------ | ----------------- | ---- | ------------------------------------------------------------------------------------- | ------------------------------------ | ----------- | ---------- | ------------ | --- |
|                                                                | Rheinbrücke bei Brugg (Brugger Straße)     | Höchst – Lustenau |      | Strassenbrücke (zweispurig) mit Velowegen und Trottoir                                | Balkenbrücke                         | Beton       | 260        | 406          | Höchstgeschwindigkeit 60 km/h Buslinien 17 (Bregenz–Lustenau), 50 (Dornbirn–Gaißau) und 52a (Dornbirn–Höchst) Velowege Rheinroute (Feldkirch–Bregenz) und Route Gaißau–Dornbirn |
| Balkenbrücke von 1971 (August 2017) Neue Brücke (Oktober 2023) | Rheinbrücke Fußach–Hard (Schweizer Straße) | Fußach – Hard     |      | Strassenbrücke (zweispurig) mit separater Busspur und abgetrennten Velo- und Gehwegen | Schrägseilbrücke (Extradosed-Brücke) | Stahl Beton | 255        | 403          | Gebaut 2020–2022, ersetzte Balkenbrücke von 1971. Die alte Rheinbrücke wurde 2023 zurückgebaut. Höchstgeschwindigkeit 60 km/h Bodensee-Radweg                                   |